# Henry Briggs
El reverendo Henry Briggs (Warleywood, 1561-Oxford, Reino Unido, 1630) fue un clérigo y matemático inglés, notable por haber realizado el cambio de los logaritmos de Napier a los logaritmos decimales o de Briggs (logaritmos en base 10), tradicionalmente utilizados en muchas aplicaciones por su menor complejidad de cálculo.

## Biografía
Briggs nació en Warleywood, cerca de Halifax, en Yorkshire, Inglaterra. Después de estudiar latín y griego en una escuela local, ingresó en el St John's College de Cambridge en 1577, y se graduó en 1581. En 1588, fue elegido miembro de la misma institución. En 1592 fue nombrado lector de física (y en ocasiones de matemáticas) del aula fundada por Thomas Linacre. Durante este período, se interesó por la navegación y la astronomía, colaborando con el cartógrafo y matemático Edward Wright.
En 1596, se convirtió en el primer profesor de geometría del Gresham College de Londres (recientemente fundado por entonces); donde enseñó además astronomía y navegación durante casi 23 años, haciendo de la Universidad de Gresham el centro de las matemáticas de Inglaterra, y desde donde apoyó en particular las nuevas ideas de Johannes Kepler.
Fue amigo del escritor astrológico Christopher Heydon, aunque el propio Briggs rechazó la astrología por razones religiosas.
En 1619, Briggs fue nombrado Profesor Saviliano de geometría en Oxford, renunciando a su cátedra en el Gresham College en julio de 1620. Poco tiempo después de su traslado a Oxford obtuvo su maestría académica.
Briggs era activo en muchas áreas, y sus consejos en astronomía, geodesia y navegación con frecuencia se buscaron en otras actividades como la minería. En 1619 invirtió en la London Company, y tuvo dos hijos: Henry, que más tarde emigró a Virginia, y Thomas, que permaneció en Inglaterra.
Briggs fue un puritano comprometido y un influyente profesor.
Está enterrado en la Capilla del Merton College de la Universidad de Oxford. El Doctor Smith, en su Vidas de los Profesores de Gresham lo caracteriza como un hombre de gran probidad y satisfecho con su propia situación, prefiriendo una pensión de estudios a todos los beneficios de una vida de privilegios.

## Contribución matemática

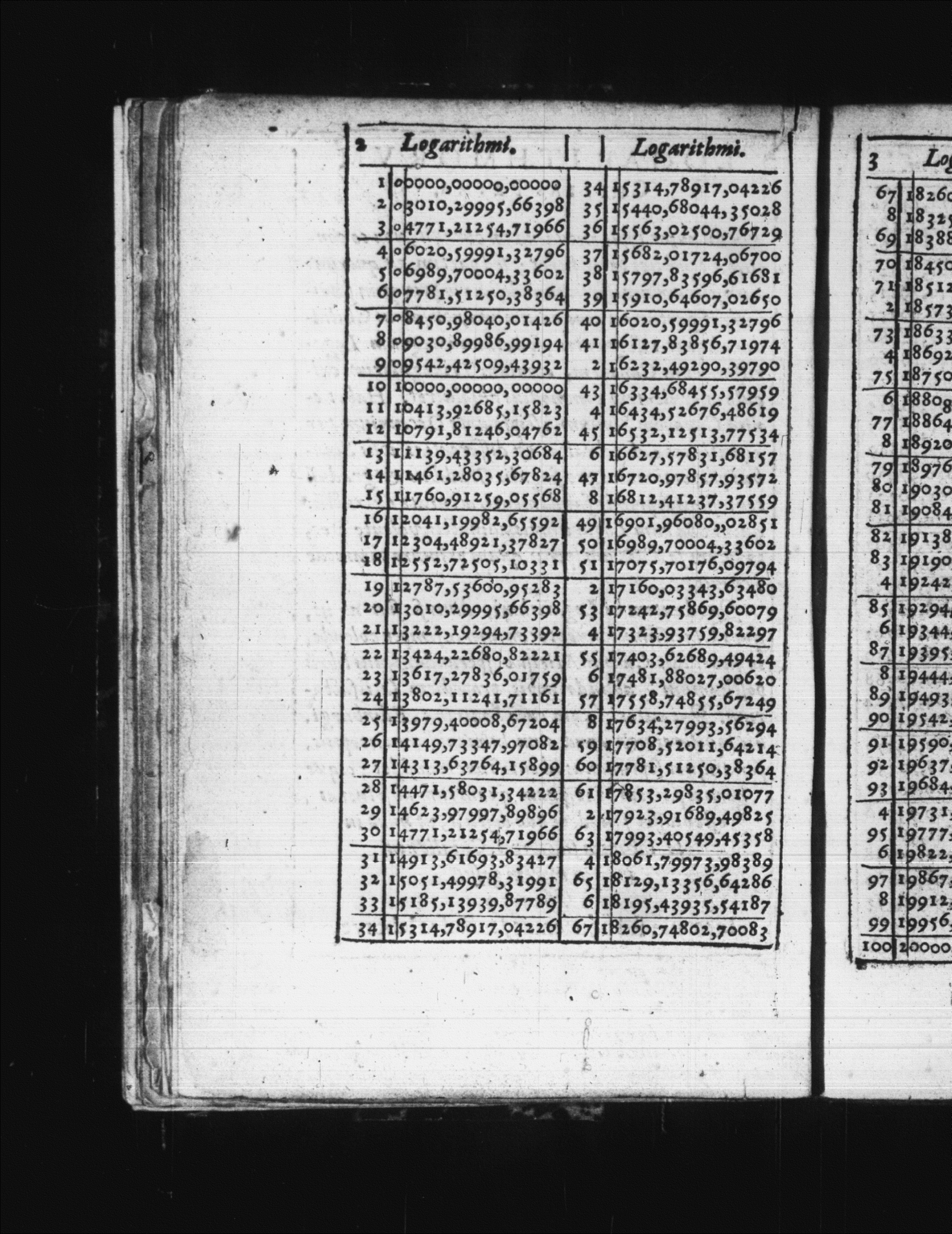
Una página de la obra de Henry Briggs de 1617 Logarithmorum Chilias Prima mostrando los logaritmos en base-10 (o comunes) de los enteros entre 1 y 67 con catorce lugares decimales.

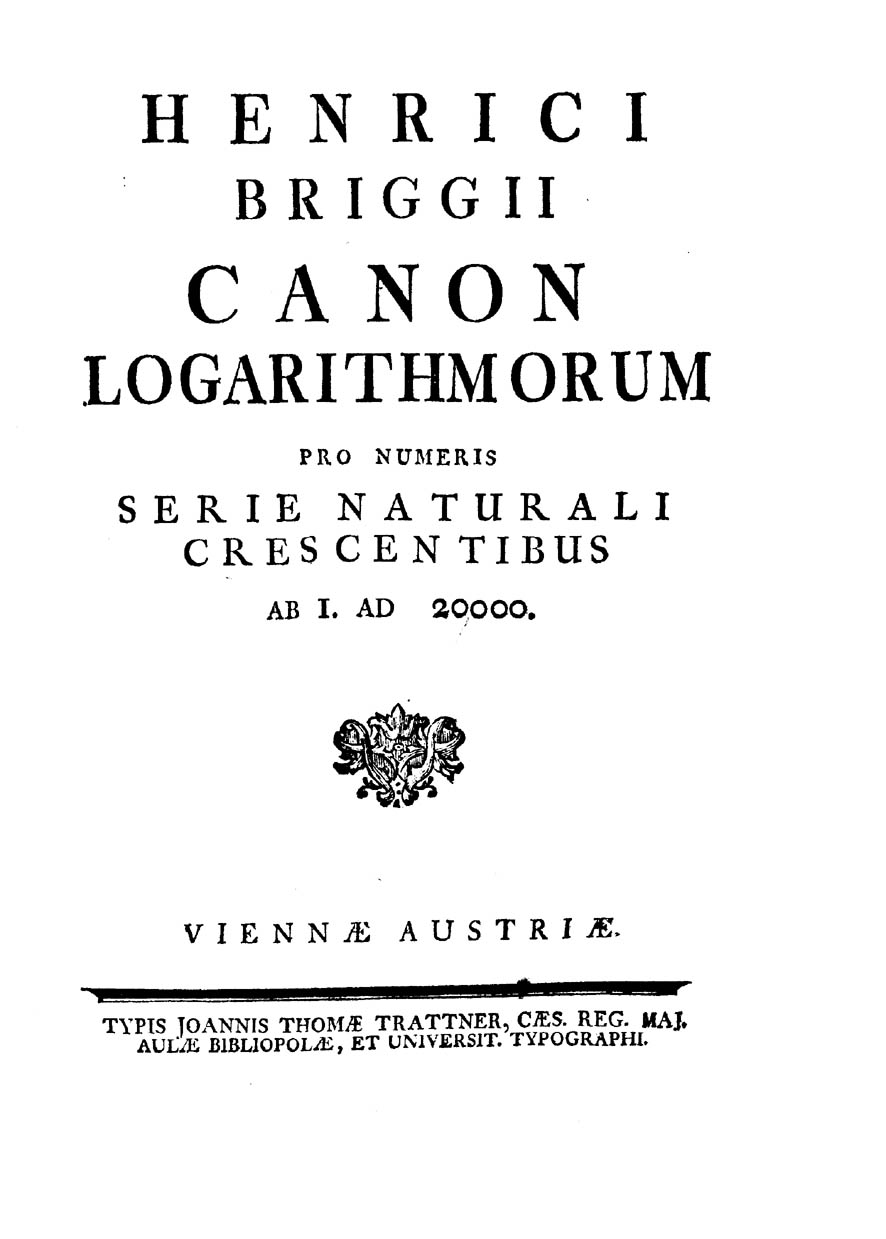
Canon logarithmorum

En su etapa en el Gresham College, Briggs dispuso de un ejemplar del Mirifici Logarithmorum Canonis Descriptio, en el que Napier introdujo la idea de los logaritmos, aunque con una formulación difícil de manejar. El libro disparó la imaginación de Briggs, que en sus clases propuso la idea de los logaritmos en base 10 (en la que el logaritmo de 10 sería 1). Poco después, en 1616, escribió a John Napier y después le visitó en Edimburgo con el propósito de discutir la sugerencia de modificar la base original de los logaritmos, repitiendo al año siguiente su visita con el mismo fin. Durante estas reuniones se aceptó la modificación propuesta por Briggs. Tras regresar de su segunda visita a Edimburgo en 1618 publicó el Chiliad con sus propios logaritmos.
En 1624 publicó su Aritmética Logarítmica en gran formato (denominado formato in-folio), un trabajo que contenía los logaritmos decimales de treinta mil números naturales con catorce cifras decimales (del 1 al 20 000 y del 90 000 al 100 000). También completó las tablas de distintas funciones trigonométricas y de tangentes para la centésima parte de cada grado con catorce decimales, con una tabla de la función seno con quince cifras decimales y las tangentes y secantes para los mismos ángulos con diez lugares decimales. El libro fue impreso en Gouda primero en 1631 y después en 1633 bajo el título de Trigonometria Britannica. Este trabajo fue probablemente el sucesor de su trabajo anterior Logarithmorum Chilias Prima (Introducción a los Logaritmos), en el que daba una breve reseña acerca de los logaritmos y una tabla con los logaritmos de los primeros 1 000 enteros calculados con catorce decimales. Briggs descubrió el teorema del binomio de forma empírica, pero sin demostrarlo.

## Cartografía
En 1622 publicó un pequeño tratado sobre el Paso del Noroeste a través de la Bahía de Hudson titulado Northwest Passage to the South Seas, through the Continent of Virginia and Hudson Bay, origen de la representación en algunos planos antiguos de California como una isla.

## Reconocimientos
- Los logaritmos decimales (particularmente en los países anglosajones) también se conocen como logaritmos de Briggs en su memoria.
- El cráter lunar Briggs lleva este nombre en su honor.[9]